# Ворновский сельсовет
Ворновский сельсовет — административная единица на территории Кормянского района Гомельской области Республики Беларусь. Административный центр —  деревня Ворновка.

## История
1 марта 2012 года деревня Халаповка упразднена.

## Состав
Ворновский сельсовет включает 9 населённых пунктов:
- Ворновка — деревня
- Высокая — деревня
- Добрич — деревня
- Енцы — деревня
- Ивановка — деревня
- Кавказ — деревня
- Острая Корма — деревня
- Рудня — деревня

Упразднённые населённые пункты:
- Халаповка — деревня[1]